# Montenegróiak
A montenegróiak vagy cernogorecek (montenegrói nyelven: Crnogorci) délszláv népcsoport, leginkább Montenegróban, Szerbiában és a környező államokban élnek.
Tulajdonképpen vitatható, hogy tekinthetőek-e külön délszláv népcsoportnak. Kulturális értelemben különböznek a szerbektől, nyelvüket alkotmányuk külön nyelvnek tekinti, ám ez nyelvészetileg kétséges. Azonkívül a montenegróiak, noha századokig független államban éltek, szerbeknek tekintették magukat.

## Történetük

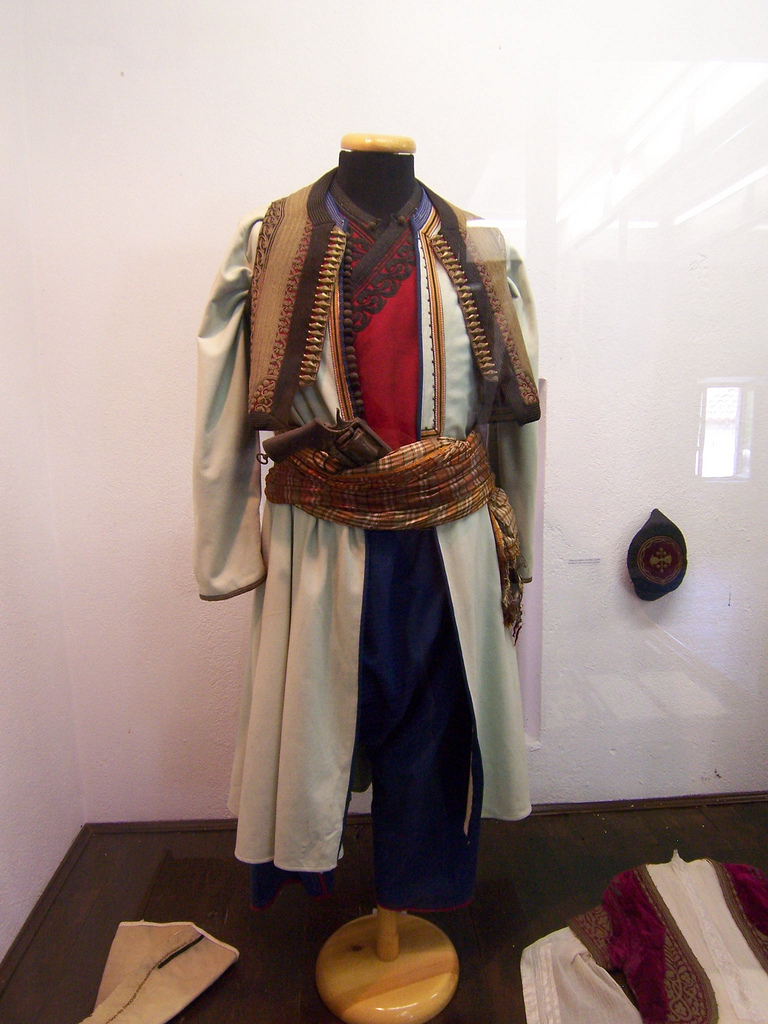
Férfi viselet

Montenegró 1991-ig a Jugoszláv Szocialista Szövetségi Köztársaság 6 tagállamának egyike volt. Jugoszlávia szétesése után 1992-ben létrejött a Jugoszláv Szövetségi Köztársaság, melynek két tagállama Montenegró és Szerbia voltak. 2003-ban ez átalakult Szerbia és Montenegró Államközösségévé, amely a két állam laza szövetségén alapult.
2006. május 21-én, az EU-val három évvel korábban aláírt átmeneti egyezmény menetrendjének megfelelően népszavazást rendeztek arról, hogy Montenegró továbbra is része legyen-e Szerbia és Montenegró államszövetségnek, vagy függetlenedjen tőle. Az Európai Unió 55%-os küszöbhöz kötötte a montenegrói függetlenség lehetőségét. A referendum eredménye szerint a montenegrói lakosok 55,5%-a szavazott a Szerbiától való függetlenségre. A különválás hivatalosan 2006. június 3-án lépett életbe, az Európai Unió Külügyminiszteri Tanácsa pedig 2006. június 12-én ismerte el. Montenegró ezzel a világ 194. államává vált.
Milo Đukanović montenegrói kormányfő hívei az előzetes eredmények hallatára azonnal az utcákra vonultak, és a nemzeti zászlót lobogtatva ünnepeltek. A kormányfő célul tűzte ki az ország EU-csatlakozását Bulgáriát, Romániát és Horvátországot követve, viszont Szerbiát, Macedóniát és Albániát megelőzve. Az ellenzéki blokk politikusai már előre bejelentették, hogy a végeredmény megállapítása után kérni fogják a szavazatok újraszámlálását. Szerbia ekkor nem tett semmit Montenegró függetlenségének megakadályozására, tudomásul vette az államszövetség megszűnését.

## Nyelv
A montenegrói nyelv az ország függetlenségével vált hivatalossá. 1992-ben már próbálták az ország alkotmányába foglalni, hivatkozva arra, hogy a nemzeteknek joguk van saját nyelvhez. A montenegróit nem minden magát montenegróinak valló személy mondja anyanyelvének, hanem szerbül beszélőnek tekinti magát. Sokan a montenegróit a szerb egy nyelvjárásának tekintik, míg a nyelv hívei arra hivatkoznak, hogy a horvát, bosnyák és szerb nyelvek között sincs túlságosan nagy különbség, így a montenegrói nyelv is azokkal diarendszert alkot.